# Arthur L. Liman
Arthur Lawrence Liman (5 novembre 1932 - 17 juillet 1997) est un avocat américain. Partenaire de la firme d'avocats de New York Paul, Weiss, Rifkind, Wharton & Garrison (en), il a occupé divers postes de nature judiciaire au sein du gouvernement fédéral américain. 

## Biographie
Arthur Lawrence Liman naît le 5 novembre 1932 à Far Rockaway dans l'arrondissement Queens de New York. Il passe la majeure partie de sa jeunesse dans le village de Lawrence du comté de Nassau dans l'État de New York. Ses grands-parents, des juifs russes, s'étaient établis à New York. Sa mère enseigne le latin au Hunter College de l'université de la ville de New York. Son père enseigne l'histoire dans les écoles publiques avant de se joindre à l'entreprise de couture de son père. Sa sœur aînée Gladys, diplômée du Smith College, est poétesse.
Arthur Liman étudie la politique à l'université Harvard, complétant sa formation en 1954. Dans ses mémoires, il écrit vouloir devenir avocat après avoir suivi une journée complète d'audiences du Senate Permanent Subcommittee on Investigations of the Committee on Government Operations, connue sous le titre familier de « Army–McCarthy hearings (en) ». Il suit ces audiences parce qu'il souhaite rédiger sa thèse majeure (senior thesis) sur « les menaces que posent les enquêtes du Congrès façon McCarthy sur nos concepts de libertés civiles et de gouvernement limité »,. Il rajoute : « Lorsque le spectacle s'est terminé, j'étais secoué jusque dans mes fondements »,.
Liman poursuit des études en droit à la Yale Law School, qu'il complète en 1957. Il écrit que, puisque Yale enseigne selon un réalisme légal, c'« était l'endroit idéal pour un jeune homme méfiant de l'orthodoxie »,. Étudiant à l'époque du mouvement afro-américain des droits civiques et de Brown v. Board of Education (jugement de la Cour suprême des États-Unis qui déclare la ségrégation raciale inconstitutionnelle dans les public schools américaines), Liman écrit : « Yale m'a enseigné, avant tout, que les avocats pouvaient faire la différence dans le type de société que nous avions »,.
Diplômé, Liman joint la firme d'avocats Paul, Weiss, Rifkind, Wharton & Garrison (en) à New York, où il deviendra partenaire et travaillera presque toute sa vie professionnelle. Rapidement, il devient un avocat plaideur, ce qu'il n'a jamais regretté. Il se spécialise dans les conflits commerciaux et les crimes corporatifs. Il a compté parmi ses clients le spéculateur Michael Milken et le conglomérat Time Warner.
Liman travaille également et de façon régulière pour le gouvernement fédéral des États-Unis. Il sert comme procureur adjoint des États-Unis sous les ordres de Robert Morganthau (en) entre 1961 et 1963. À ce poste, il travaille sur des fraudes financières subies par le gouvernement (securities fraud) et prend part à des poursuites pour trafic de drogues dans le but de gagner de l'expérience au tribunal. Son expérience de procureur — particulièrement l'expérience acquise dans le calcul des sentences obligatoires minimales auxquels sont soumis les condamnés — lui permettra de fonder ses arguments lors de réformes de la justice criminelle.
En 1971, le centre correctionnel d'Attica, une prison à sécurité maximale située à Attica dans l'État de New York, est le théâtre d'un sévère conflit. Le 9 septembre, une suite d'échauffourées entre les prisonniers et les gardiens escalade en une démonstration de violence généralisée lorsqu'un groupe de prisonniers prend le contrôle de quelques secteurs de la prison. En quelques heures, environ 1 300 prisonniers se regroupent dans l'aire de récréation avec 42 membres du personnel qui servent d'otages. Un groupe constitué de 50 prisonniers transmet les demandes des prisonniers, qui souhaitent mettre un terme à plusieurs disputes avec l'administration. Toutefois, le gouverneur Nelson Rockefeller refuse d'amnistier les prisonniers qui ont participé au soulèvement. Le 13 septembre, il ordonne à la police de l'État de reprendre le contrôle de la prison. 29 prisonniers et 9 otages sont tués au cours de l'opération, un dixième otage meurt plus tard des suites de ses blessures par balles.
À la demande du gouverneur Rockefeller, Liman est nommé conseiller en chef de la New York State Special Commission on the Attica Prison uprising (surnommée la commission McKay). Liman, qui dirige les enquêtes, écrit : « l'objectif principal est de dissiper les doutes persistants sur ce qui s'était vraiment déroulé ». Lui et son équipe documentent pendant des mois les évènements et échangent avec toutes les personnes ayant participé à l'évènement. Liman s'efforce de développer un lien de confiance avec les prisonniers et déclarera plus tard s'être joint à 500 prisonniers lors d'un repas pour fêter Noël de 1971.
Le rapport final de la commission, publié en format poche en 1972, est mis en nomination pour le National Book Award. Le rapport note que : « Massacre de Wounded Knee excepté, l'assaut d'Attica est le plus sanglant affrontement d'un jour entre Américains depuis la guerre civile »,. Il examine « les règles et les procédures d'État, les politiques des prisons, la nature changeante de la population carcérale et le racisme suppurant – un mélange explosif », et recommande un ensemble de réformes extensives sur les poursuites judiciaires, les pratiques de condamnation et le système correctionnel parce que « Attica est n'importe quelle prison et toutes les prisons sont Attica »,. Le rapport conclut : « La seule voie pour tirer un sens de la tuerie insensée d'Attica est d'apprendre de cette expérience que nos Attica sont des échecs. Les aspects essentiels sont toujours sans réponse, et ne seront pas résolus jusqu'à ce qu'un public éveillé exige mieux. »,
Liman est aussi connu pour son rôle de conseiller en chef dans l'enquête du Sénat des États-Unis sur l'affaire Iran-Contra. Il conduit 40 jours d'audiences télévisées. Deux témoins clés, Oliver North et John Poindexter, refusent de déclarer que le Président a joué un rôle dans les opérations clandestines. Dans ses mémoires, Liman écrit que 
« le public et les médias ont tendance à croire que le Congrès a en quelque sorte "perdu" et que les témoins ont "gagné"... Toutefois, Iran-Contra ne portait pas sur gagner et perdre. Une tentative a été faite pour miner notre constitution. L'enquête a permis de tout montrer, dans tous ses détails, à l'attention nationale. Selon ce point de vue, je crois que nous avons tous gagné. »,
Il a fondé et dirigé plusieurs organisations pour augmenter l'accès à la justice des pauvres.
Arthur Liman meurt le 17 juillet 1997 à New York. Sa femme, née Ellen Fogelson, une écrivaine et un peintre, lui survit. Leurs trois enfants sont Emily  R. Liman, professeur en neurosciences à l'université du Sud de la Californie (USC), Doug Liman, producteur et réalisateur de cinéma, et Lewis J. Liman, un ancien procureur fédéral qui est partenaire dans la firme d'avocats Cleary Gottlieb Stein & Hamilton. À titre posthume, Liman a publié ses mémoires dans Lawyer: A Life of Counsel and Controversy.
La Yale Law School honore sa mémoire en 1997 en créant le Arthur Liman Public Interest Fellowship and Fund. Le programme verse des bourses aux élèves diplômés de la Yale Law School pour travailler pendant un an sur des sujets divers, tels que le droit de l'aide sociale, le droit des aînés, la défense au criminel des indigents, l'immigration et la justice juvénile. En 2013, le programme avait versé des bourses à 94 diplômés. Lors du quinzième anniversaire du programme, Anthony T. Kronman, ancien doyen de la Yale Law School, prononce un discours devant les boursiers. Il dit entre autres : « Vous êtes individuellement et collectivement une force dans le monde pour le bien. Vous portez avec vous le prestige de ce grand homme en l'honneur duquel est nommé ce programme et vous l'anoblissez. Il brille. »,.

### Citations originales
1. ↑  (en) « the threat that McCarthy-style congressional investigations posed to our concepts of civil liberties and limited government »
2. ↑  (en) « By the time the spectacle ended, I was shaken to the core »
3. ↑  (en) « was the ideal place for a young man wary of orthodoxy »
4. ↑  (en) « Yale taught me, above all, that lawyers could make a difference in the type of society that we had »
5. ↑  (en) « the main purpose of which is to dispel the long-persisting doubts about what actually happened. »
6. ↑  (en) « Save for the Wounded Knee massacre, the assault at Attica was the bloodiest one-day encounter between Americans since the Civil War »
7. ↑  (en) « state rules and procedures, prison politics, the changing nature of the inmate population, and festering racism – a volatile mix »
8. ↑  (en) « Attica is every prison; and every prison is Attica »
9. ↑  (en) « The only way to salvage meaning out of the otherwise senseless killings at Attica is to learn from this experience that our Atticas are failures.  The crucial issues remain unresolved; and they will continue unresolved until an aroused public demands something better. »
10. ↑  (en) « the public and the media tended to believe that Congress somehow had ‘lost' and the witnesses ‘won'...  But Iran-contra wasn't about winning and losing. An attempt had been made to undermine our Constitution. What the investigation accomplished was to bring all of it, in all its details, to the national attention. In this sense, I believe we all won. »
11. ↑  (en) « You are individually and collectively a force in the world for the good. You carry with you the prestige of this great man after whom the program is named and you ennoble him. He's beaming. »